# Hochstatt
Hochstatt is een gemeente in het Franse departement Haut-Rhin (regio Grand Est). De plaats maakt deel uit van het arrondissement Altkirch. Hochstatt telde op 1 januari 2022 2.175 inwoners.

## Geografie
De oppervlakte van Hochstatt bedroeg op 1 januari 2022 8,55 vierkante kilometer; de bevolkingsdichtheid was toen 254,4 inwoners per km².

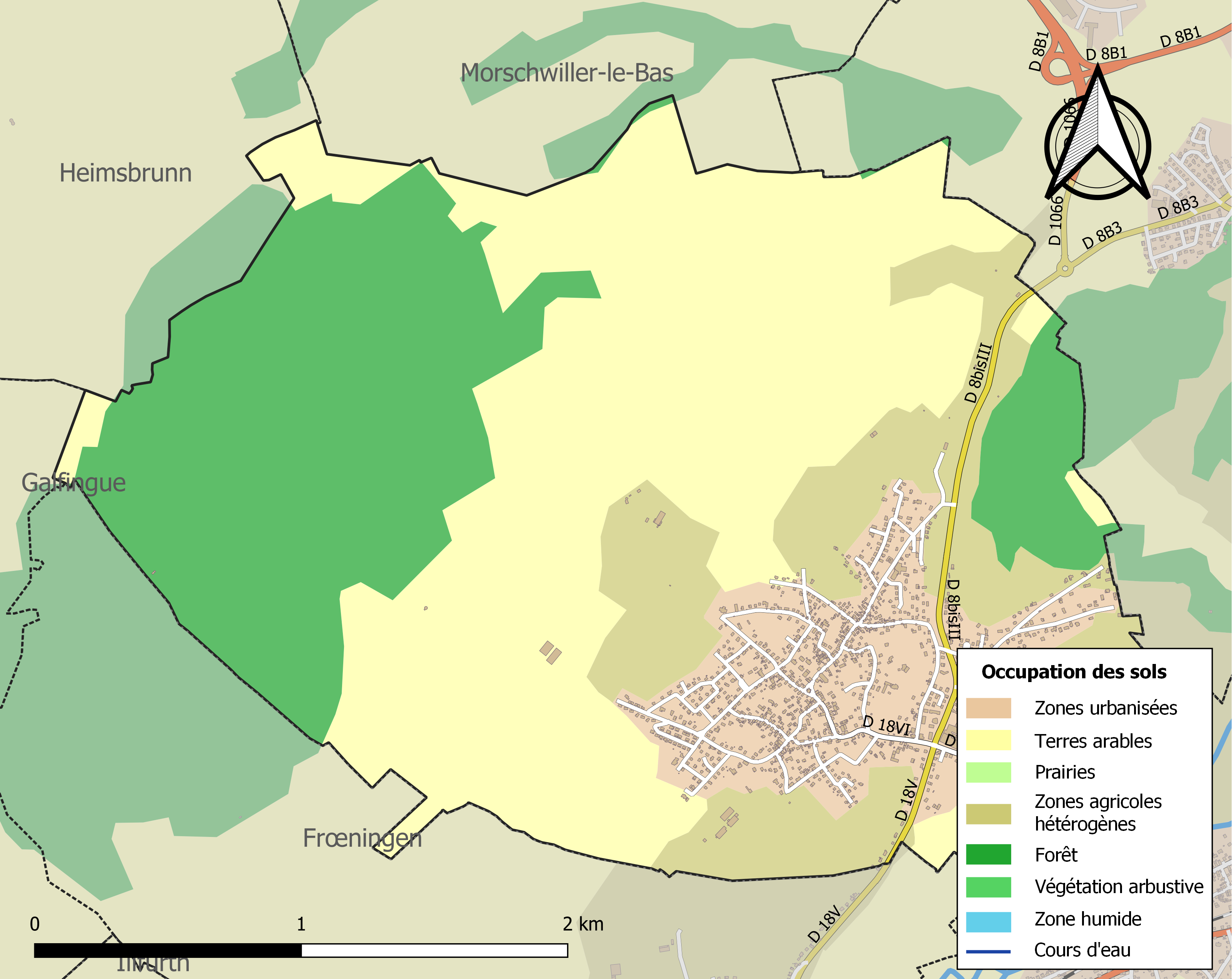
Kaart van de gemeente met de belangrijkste infrastructuur, bodemgebruik en omliggende gemeenten

## Demografie
Onderstaande figuur toont het verloop van het inwonertal (bron: INSEE-tellingen).